# Constitution grecque de 1864
Pour les articles homonymes, voir Constitution grecque.
Lire en ligne

Site du Parlement hellénique : (el) fac-simulé de la version originale ;
 Université de Perpignan : traduction en français

Constitution de 1844 Constitution de 1911
La constitution grecque de 1864 est la loi fondamentale mise en place par l’Assemblée hellénique réunie à Athènes en 1863-1864. Elle met en place une monarchie constitutionnelle en Grèce et organise la vie politique nationale jusqu’à l’instauration de la deuxième république hellénique en 1924 et l’élaboration d’une nouvelle constitution en 1925. Cependant, l'ajout de cinquante amendements à la loi fondamentale en 1911 fait qu'on dit souvent que la constitution de 1864 a été remplacée par une nouvelle dès cette date. 

## Sources d’inspiration du texte
La constitution grecque de 1864 est conçue sur le modèle de la loi fondamentale belge de 1831 et de la constitution danoise de 1849. 

## Souveraineté populaire
La constitution de 1864 établit clairement le principe de souveraineté populaire et confère l’intégralité du pouvoir législatif au Parlement. L’article 31 déclare ainsi que tous les pouvoirs émanent de la Nation et doivent être exercés en accord avec la constitution. L’article 44 établit quant à lui le principe de responsabilité et précise que le roi ne possède que les pouvoirs que lui confèrent la constitution et les lois.
Enfin, la constitution met en place le suffrage universel masculin.

## Organisation des pouvoirs

### Pouvoir législatif
La constitution met en place un parlement monocameral (la Vouli) dont les députés sont élus tous les quatre ans. Le sénat créé par la monarchie ottonienne est donc aboli car il est accusé par la classe politique d’être un instrument aux mains de la couronne. 
Si elle laisse d’importants pouvoirs au souverain au moment de nommer le gouvernement, la constitution permet toutefois au Parlement d’organiser des « comités d’examen » qui peuvent contrôler l’action du cabinet. 
L’article 71 de la constitution interdit le cumul des charges de député avec celles de fonctionnaire public ou de maire mais pas avec celle de membre de l’Armée.

### Pouvoir exécutif
La constitution de 1864 confirme différents articles mis en place par la constitution de 1844, comme le droit du roi de nommer et de démettre les ministres, qui sont responsables en son nom. L’expression « Le Roi nomme et révoque ses Ministres » (déjà présente dans l’article 24 de l’ancienne constitution) laisse même penser que ces derniers sont quasiment subordonnés au monarque et qu’ils doivent autant répondre de leurs actes devant le Parlement que devant le souverain. 
D’ailleurs rien, dans la constitution, n’oblige le roi à nommer Premier ministre le chef de la majorité parlementaire. Ce principe s’impose malgré tout à partir de 1875, date à laquelle le roi Georges Ier déclare, dans son discours du Trône : « Je demande comme un prérequis, à tous ceux que j’appelle à mes côtés pour m’assister dans le gouvernement du pays, de posséder le soutien manifeste et la confiance de la majorité des représentants de la Nation ».  
Finalement, le roi conserve le droit de convoquer le Parlement en séance ordinaire et extraordinaire ainsi que de dissoudre l’assemblée à sa volonté à la seule et unique condition que son décret de dissolution soit contresigné par le cabinet.

## Amendements de 1911
Après l’arrivée au pouvoir d’Elefthérios Venizélos et l’élection d’une assemblée nationale à majorité vénizéliste en 1910, une réforme de la constitution est mise en place par le nouveau gouvernement. En fait, les cinquante amendements constitutionnels de 1911, préparés par une commission dirigée par Stéphanos Dragoúmis, font qu'on considère souvent qu'après cette date la Grèce dispose d'une nouvelle loi fondamentale.

## Source
- (el) Texte de la constitution dans sa version de 1911 sur le site du Parlement hellénique
- (fr) Texte de la constitution de 1864 sur le site de la Digithèque de matériaux juridiques et politiques
- (en + fr) « Constitution de la Grèce. Signée par le Roi à Athènes le 16/28 novembre, 1864 », dans Great Britain - Foreign and Commonwealth Office, British and Foreign State Papers - 1865-1866, vol. 56, H.M. Stationery Office, 1870 (lire en ligne), p. 572-584.